# Loriol-sur-Drôme
 Loriol-sur-Drôme  es una población y comuna francesa, en la región de Ródano-Alpes, departamento de Drôme, en el distrito de Valence y cantón de Loriol-sur-Drôme.

## Demografía
| 3583 | 3421 | 3514 | 4635 | 5609 | 5698 |
| Para los censos de 1962 a 1999 la población legal corresponde a la población sin duplicidades (Fuente: INSEE [Consultar]) |      |      |      |      |      |